# Col de la Scoffera
Le col de la Scoffera (en italien Passo della Scoffera) est un col situé sur la ligne de partage des eaux entre la Ligurie et la plaine du Pô, entre le val Bisagno et la vallée de la Scrivia.
Il doit son nom à la frazione de Scoffera, de la commune de Davagna. Il est traversé par la route nationale 45 de Val Trebbia, qui va de Gênes à Plaisance.